# Barrick Gold
Barrick Gold este o companie din Canada care este cel mai mare producător de metale prețioase din această țară
și numărul 1 în lume în extracția de aur.
În septembrie 2008, Barrick Gold a achiziționat grupul petrolier Cadence Energy, pentru suma de 357 milioane de dolari.